# Narake
Narake tudi Niraje (Niraya) je sanskrtski izraz, ki pomeni pekel.
- Narake v budizmu pomenijo stanje zavesti in svet pekla v Triloki s sedmimi do osmimi glavnimi pekli in okoli 16 do 127 stranskimi pekli, kjer glede na svoja zla dejanja v prejšnem življenju oziroma glede na težo prestopkov trpijo bitja različne muke dokler se zaradi samsare ne rodijo v drugo obliko bivanja.
- Narake v hinduizmu pomenijo območje pekla, ki v Triloki leži pod Patalami.[1]